# Bassopiano della Siberia settentrionale
Il Bassopiano della Siberia settentrionale (in russo Се́веро-Сиби́рская ни́зменность, Severo-Sibirskaja nizmennost'), anche conosciuto come Bassopiano del Tajmyr (Таймы́рская ни́зменность, Tajmyrskaja nizmennost') è una vasta (circa mezzo milione di chilometri quadrati) regione pianeggiante estesa nell'estremo nord della Siberia centrale, divisa amministrativamente fra il kraj di Krasnojarsk e la Repubblica Autonoma della Sacha.
Si tratta di una zona bassa e paludosa compresa tra i monti Byrranga a nord e gli altopiani di Putorana e dell'Anabar a sud; i confini occidentali e orientali sono invece definiti rispettivamente dalla foce dello Enisej e dal fiume Olenëk. Le dimensioni territoriali sono rilevanti: circa 1.500 km di estensione secondo i paralleli, da 200 a 400 secondo i meridiani.
La zona è solcata da numerosi fiumi (Olenëk, Pjasina, Dudypta, Tajmyra, Cheta, Chatanga, Bol'šaja Balachnja, Kotuj, Anabar, Uėle); il clima è durissimo, presentando temperature medie di gennaio che scendono fino a -30 °C nella parte occidentale e a -35/-37 °C nella parte orientale e medie estive di qualche grado sopra lo zero. Di conseguenza, la presenza umana è del tutto trascurabile e la tundra è la forma vegetazionale più diffusa.